# 벤 무디
벤자민 로버트 "벤" 무디(Benjamin Robert "Ben" Moody, 1981년 1월 12일 ~ )는 미국의 음악가로, 위 아 더 폴른의 멤버이다. 1995년에 처음 데뷔한 이래로 2003년 10월까지 활동한 록 밴드 에바네센스의 공동 설립자, 리드 기타리스트, 공동 작곡가로 가장 잘 알려져 있다.

## 생애

### 에바네센스 활동
무디는 미국 아칸소주 리틀 락에서 태어났다. 그리고, 1994년에 에이미 리를 만나게 되었고 무디와 에이미는 결국 친구가 되었다. 에바네센스는 곧 2003년에 미국 주요 음반사에서 음악을 연주하기 시작했다. 그리고, 무디는 2003년 10월 유럽 투어 기간 중 갑자기 밴드를 떠났다.

### 밴드 탈퇴 이후
2004년부터 무디는 다양한 분야에서 활동하며, 다양한 음악가들과 협력하기 시작했다. 그 해, 무디는 에이브릴 라빈의 두번째 앨범 "Nobody's Home"의 공동 작업을 했고 제이슨 C. 밀러, 제이슨 퍼니쉬 존스와 함께 "The End Has Come"를 써서 녹음했다. 무디는 또 데이비드 호지스, 켈리 클락슨의 두 번째 앨범인 "Breakaway"와 함께 "Because of You"와 "Addicted"도 작업했다.
2005년 초, 무디는 리드 기타로 2004년 인도양 지진 해일의 이재민들을 위해 "Forever in Our Hearts"를 연주했고, 이후 'A Little More Personal' 앨범으로 린지 로한을 지원했다. 그 후 보비스와 함께 '마이 월드' 데뷔 앨범을 제작하기도 했다.
2006년 4월, 무디는 빌링스와 몬타나 가수 겸 작곡가인 하나 페스틀의 데뷔 앨범을 제작하기 시작했고 마이클과 함께 공동으로 작곡도 했다. 이후에 갓히드라는 밴드의 곡에 기여했고, 그 후 뮤직 비디오를 만들었다. 무디는 또 "What About Now" 곡으로 아이돌 크리스 다우트리의 데뷔 앨범인 '다우트리'에서 데이비드 호지스와 다시 한번 협력했다.
2007년에 무디스는 셀린 디온의 앨범을 제작했으며, 그의 솔로 앨범 발매를 위해서 활동을 시작했다.
2008년 12월에, 그는 'Mutiny Bootleg E.P.'를 발매했고 2009년 3월 3일에 솔로 앨범을 발매할 것이라고 발표했다. 2009년 6월 9일, 무디의 'All for This'라는 첫 솔로 앨범이 무디스, FNR레코드를 통해 아마존 닷컴, 아이튠즈, 아미 스트리트 등을 통해 디지털로 발매되었다. 그의 두번째 앨범인 "You Can't Regret What You Don't Remember"은 2011년 11월 11일에 발매되었다.

## 위 아 더 폴른
무디는 자신이 새로운 록 밴드인 위 아 더 폴른에 가입했다고 발표하였다. 무디는 2009년 6월 22일 로스 앤젤레스 공식 기자 회견에서 새 밴드의 멤버들인 칼리 스미슨, 록키 그레이와 존 리콤 등과 함께 했다. 그 후, 2010년 5월에 발매된 위 아 더 폴른의 데뷔 앨범 'Tear the World Down'은 전반적으로 호평을 받았다. 밴드의 멤버들은 그 후 일 년의 대부분을 순회 공연으로 보냈다.
음악적인 노력 외에도 무디는 영화 제작사인 메이커니트 필름과 함께 2007년 '레지던트 이블 2'에 카메오로 출연하기도 했다.